# Kill My Blues
Kill My Blues — второй студийный альбом американской альтернативной рок-группы The Corin Tucker Band. Он был выпущен 18 сентября 2012 года на лейбле Kill Rock Stars. Это второй альбом Корин Такер после того, как её основная группа Sleater-Kinney ушли на «хиатус» в 2006 году.

## Отзывы
| Совокупная оценка          | Совокупная оценка |
| Источник                   | Оценка            |
| -------------------------- | ----------------- |
| Metacritic                 | 78/100            |
| Оценки критиков            |                   |
| Источник                   | Оценка            |
| AllMusic                   | [ 2 ]             |
| Blurt                      | 9/10              |
| Consequence of Sound       | C–                |
| Filter                     | 83%               |
| MSN Music (Expert Witness) | A−                |
| The Observer               | [ 7 ]             |
| Pitchfork                  | 6.5/10            |
| Slant                      | [ 9 ]             |
| This Is Fake DIY           | 6/10              |
| Under the Radar            | 7.5/10            |

Альбом получил в основном положительные отзывы, в частности, от Роберт Кристгау, давнего поклонника Sleater-Kinney, который поставил ему оценку A-. Кроме того, очень положительно отозвался журнал Blurt, поставив ему 9 баллов из 10 и сказав: "Это продолжение ещё лучше и громче [чем 1000 Years], на одном уровне с головокружительными высотами её старой группы. «Вместо того, чтобы убивать свой блюз, возможно, Корин Такер должна принять его», — менее восторженно отозвался This Is Fake DIY, поставив альбому оценку 6 из 10 и сказав: "Вместо того, чтобы убивать свой блюз, возможно, Корин Такер должна принять его. Аналогично, Consequence of Sound счёл альбом неудачным, поставив ему оценку C- и сказав, что «В большинстве случаев ярость в её голосе не сочетается со слишком гламурным, гладким материалом, не хватает дикости, которая сделала её первую группу такой важной».

## Список композиций
1. Groundhog Day — 2:29
2. Kill My Blues — 3:58
3. Neskowin — 4:34
4. I Don’t Wanna Go — 2:41
5. Constance — 3:49
6. No Bad News Tonight — 2:05
7. Summer Jams — 4:20
8. None Like You — 4:11
9. Joey — 4:28
10. Outgoing Message — 2:15
11. Blood, Bones, and Sand — 3:06
12. Tiptoe — 3:40

## Чарты
| Чарт (2012)                            | Высшая позиция |
| -------------------------------------- | -------------- |
| США (Billboard Top Heatseekers Albums) | 23             |